# Serra da Estrela
Die Serra da Estrela (portugiesisch für Stern-Gebirge) ist der westlichste Teil des Iberischen Scheidegebirges und mit einer Höhe bis zu 1993 m das höchste Gebirge des portugiesischen Festlands. Das Kerngebiet des Gebirges bildet heute den Naturpark Parque Natural da Serra da Estrela und beherbergt das einzige Skigebiet Portugals.

## Geographie

### Lage und Umgebung
Die Serra da Estrela erhebt sich im Osten Zentralportugals in der statistischen Subregion Serra da Estrela, die Teil des Distrikts Guarda und des Distrikts Castelo Branco in der Region Região Centro ist. Die wichtigsten Orte in der Umgebung des Gebirges sind Covilhã und Belmonte im Südosten, Seia im Nordwesten und Manteigas im Nordosten. Weiter nach Nordosten hin erstrecken sich die Ausläufer der Serra da Estrela bis ins etwa 40 Kilometer von den höchsten Gipfeln entfernte Guarda.

### Gipfel
Das Gebirge wird im Wesentlichen von zwei Hochplateaus gebildet, die in südsüdwestlich-nordnordöstlicher Richtung von den Tälern Alforfa im Süden und Zêzere im Norden getrennt werden und nach Südosten und Nordwesten hin mit steilen Flanken ins etwa 1000 Meter tiefer gelegene Flachland abfallen. Das größere westliche Plateau reicht von etwa 1450 m bis zum Torre (1993 m), dem höchsten Berg auf dem Festland Portugals. Das östliche Plateau erreicht Höhen zwischen 1450 und 1760 Metern.
Weitere wichtige Gipfel sind:
- Cantaro Magro (1928 m)
- Cantaro Raso (1916 m)
- Alto da Pedrice (1759 m)
- Polos Brancos (1704 m)
- Fraga des Penas (1658 m)
- Navo de Sanio (1541 m)
- Curral da Nave (1457 m)

### Gewässer
In der Serra da Estrela entspringen die Flüsse Mondego, Zêzere und Ceira.

## Geologie
Geologisch wird die Serra da Estrela von einem etwa 300 Millionen Jahre alten hercynischen Granit dominiert. Dieser Granit intrudierte in niedriggradige, grünschieferfaziell metamorph überprägte, vorwiegend turbiditisch entstandene Sedimentgesteine aus präkambrischer und kambrischer Zeit. Bei diesen Gesteinen handelt es sich um Schiefer und Grauwacken, die lithostratigraphisch in zwei Formationen unterteilt werden. Die Malpica do Tejo-Formation besteht aus metamorph überprägten Grauwacken, Konglomeraten und Phylliten. Die Rosmaninhal-Formation besteht vorwiegend auf Phylliten und einigen Lagen metamorpher Grauwacke. Im Bereich von etwa einem Kilometer rund um den Granitkörper kam es in den Sedimenten außerdem zu einer Kontaktmetamorphose mit Hornfelsbildung. Der Granit selbst ist zu einem großen Teil porphyrartig ausgebildeter grobkörniger, Biotit- und Muskovitgranit. Teilweise kommt auch der dem Granit ähnliche aber plagioklasreichere Granodiorit vor.
Die Sedimente waren ursprünglich NW-SO orientiert gefaltet, ehe sie von einem hercynisch ausgerichteten Störungssystem in NO-SW und NNO-SSW Richtung deformiert wurden, also in etwa rechtwinklig zu den ursprünglichen Faltenachsen. Im Mesozoikum und Känozoikum wurde das herzynische Gebirge erodiert. Durch die alpidische Gebirgsbildung wurden durch Kompression die herzynischen Störungen wieder aktiviert und es bildete sich eine stufenförmige Horstarchitektur.
Neben den 300 Millionen Jahre alten Plutoniten und den noch älteren Sedimenten nehmen alluviale Ablagerungen, also Ablagerungen von Bächen und Flüssen, sowie quartäre Gletscherablagerungen bedeutende Ausmaße an. Auffällig sind die Zeichen glazialer Überprägung: Für die südliche Lage und geringe Höhe des Gebirges sind starke Zeichen gletscherbedingter Erosion zu erkennen. Die meisten dieser Zeichen stammen aus der Würmeiszeit, die etwa von 115.000 bis 10.000 Jahre vor heute dauerte, wobei sich kleinere Vergletscherungen auch noch bis lange nachher erhalten haben dürften.

## Klima
Das Klima in der Serra da Estrela ist größtenteils mediterran, jedoch auch von Kennzeichen der gemäßigten Klimazonen geprägt. Die Sommer sind trocken und warm, von Oktober bis Mai sind die meisten Niederschläge zu erwarten. Die jährliche Niederschlagsmenge beträgt bis zu 2500 Millimeter, wobei die Niederschlagsmengen auf der Westseite etwas geringer sind, obwohl hier mehr Regentage zu verzeichnen sind. Auf den Gipfelplateaus liegt die Jahresdurchschnittstemperatur bei etwa 4 °C. In diesen Höhenlagen, also auf 1400 bis 1600 Metern, kommt es an etwa 40 bis 50 Tagen im Jahr zu Schneefall, wobei die jährlichen Schwankungen groß sind. Eine durchgehende Schneedecke ist jedoch meist nur wenige Wochen im Jahr anzutreffen. Die Hauptwindrichtungen sind West und Nordwest.

## Vegetation

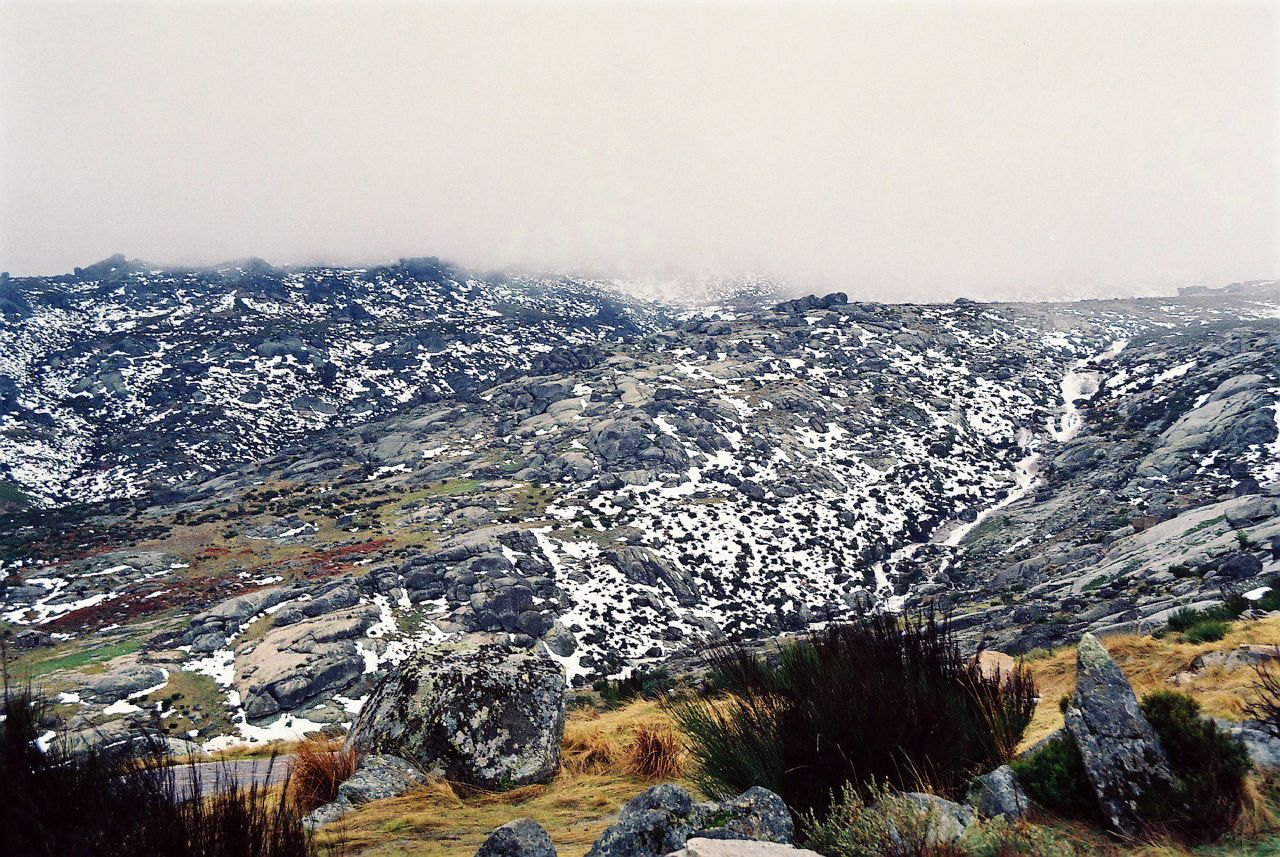
Die karg bewachsene Gipfelregion

Die Vegetation der Serra weist keine deutlichen Höhenstufen auf, da sich die einzelnen Vegetationszonen aufgrund von unterschiedlicher Exposition, Verfügbarkeit von Wasser und Nutzung durch den Menschen stark vermischen. In den niedrigeren Regionen des Gebirges bilden teilweise immergrüne mediterrane Laubwälder, charakterisiert besonders durch die Steineiche, den natürlichen Bewuchs. Dieser wurde jedoch durch zahlreiche Waldbrände häufig zerstört. Aber auch Rodung und anschließende Überweidung haben ebenso wie intensive landwirtschaftliche Nutzung zur Zerstörung dieser Pflanzengemeinschaft beigetragen, die heute nur noch in kleinen isolierten Vorkommen zu finden ist. Insgesamt wird diese Zone heute von Grasland dominiert, bis in eine Höhe von 900 Metern ist fast die gesamte Fläche kultiviert. Die mittleren Regionen werden natürlicherweise von der Pyrenäen-Eiche dominiert, auch die Europäische Eibe ist hier heimisch. Auch diese Vegetationszone ist heute weitgehend zerstört und nur mehr fragmentiert vorhanden. Die höheren Lagen sind durch Waldkiefernwälder und Buschvegetation, etwa Wacholdersträucher, gekennzeichnet. In den felsigen Gipfelregionen sind Wiesen aus frosttoleranten Gräsern der natürliche Bewuchs, hier sind viele Pionierpflanzen zu finden. Häufig ist der Boden aber auch aufgrund der Erosion überhaupt nicht mehr von Erde bedeckt, weite Teile der Gipfelplateaus sind von anstehendem Gestein geprägt.

## Fauna
Von den zahlreichen Nutztieren, besonders den zahlreichen Schafen, abgesehen, sind Wildschwein, Wildkatze und Fischotter die bedeutendsten Vertreter der Säugetierfauna, Wolf und Luchs wurden vermutlich bereits in den 1980er Jahren ausgerottet. Eine Besonderheit der Reptilienfauna ist die Iberische Gebirgseidechse, deren Unterart Iberolacerta monticola monticola hier endemisch ist.

## Naturpark
Der Naturpark Parque Natural da Serra da Estrela (PNSE) umfasst mit einer Fläche von etwa 1000 km² nahezu das ganze Massiv und ist damit das größte Schutzgebiet Portugals. Er wurde 1976 von der portugiesischen Regierung gegründet und wird von den sechs Mitgliedsgemeinden Seia, Gouveia, Celorico da Beira, Guarda, Manteigas und Covilhã verwaltet. Seit 1999 hat ein Großteil des Parks auch den Status eines Natura-2000-Gebiets. Besucherzentren befinden sich in Manteigas, Seia, Gouveia und Guarda.

## Wirtschaft
Traditionelle Wirtschaftsfaktoren in der Serra da Estrela sind Honig, der Käse Queijo Serra da Estrela und der Hirtenhund Cão da Serra da Estrela, der hier gezüchtet wird. Lange Zeit wurde die reichlich vorhandene Schafwolle in der Region verarbeitet. Dieser Industriezweig hatte zwischenzeitlich stark an Bedeutung verloren, erfreut sich jedoch inzwischen wieder einer steigenden Aufmerksamkeit. Abgesehen von der Landwirtschaft entwickelt sich der Tourismus zu einem bedeutenden Einkommen. Mehrere Stauseen in der Serra da Estrela versorgen die umliegenden Städte mit Trinkwasser und Elektrizität.

## Erschließung für den Tourismus

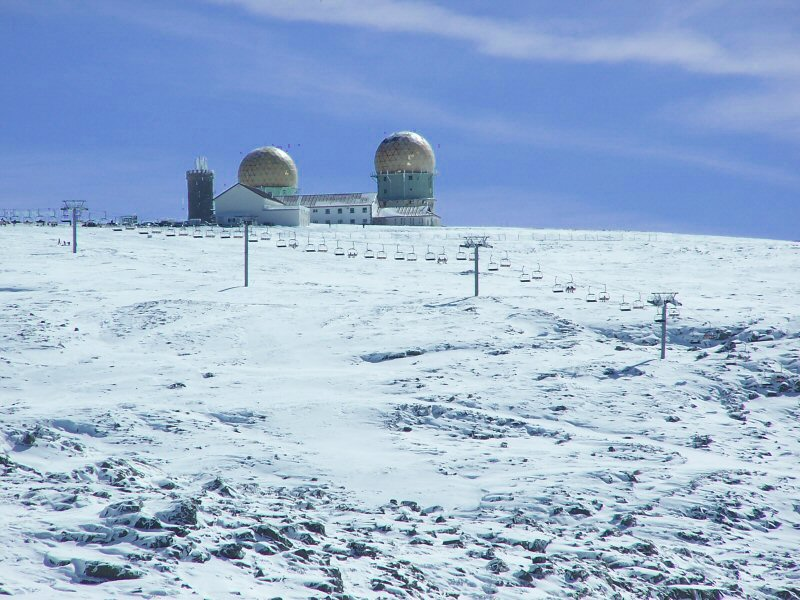
Skibetrieb am Torre, dem höchsten Gipfel des Gebirges

Die Serra da Estrela ist gut für den Tourismus erschlossen. Seit dem 19. Jahrhundert wurde sie für Kuraufenthalte, insbesondere zur Rehabilitation bei Tuberkulose genutzt. Manche der damals errichteten Kurzentren sind bis heute in Betrieb.
Der Torre ist auf einer asphaltierten Fahrstraße erreichbar. Darüber hinaus gibt es ein dichtes Netz von markierten Wanderwegen, das sich über insgesamt etwa 357 Kilometer erstreckt. Während die meisten Gipfel für Wanderer leicht zugänglich sind, führen auf andere, wie etwa den Cantaro Magro, Kletterrouten unterschiedlicher Schwierigkeiten. Im Winter ist hier sogar Eis- und Mixedklettern möglich.
Das Gebiet um den Gipfel Torre ist als einziges Portugals für den Wintersport erschlossen, auch der höchste Gipfel des Gebirges selbst ist mit dem Lift zu erreichen. Hier befinden sich insgesamt vier Skilifte, es gibt neun Pisten mit einer Gesamtlänge von etwa acht Kilometern.
In Seia ist die Forschungseinrichtung CISE (Centro de Interpretação da Serra da Estrela) ansässig, die für Besucher eine virtuelle Multimedia-Dauerausstellung zur Serra da Estrela anbietet. Sie ist einer der beiden Veranstaltungsorte des seit 1995 jährlich veranstalteten Umwelt-Filmfestivals CineEco, des Festival Internacional de Cinema Ambiental da Serra da Estrela.